# Trilogy (Dark Polo Gang)
Trilogy è una raccolta del gruppo musicale italiano Dark Polo Gang, pubblicata il 31 ottobre 2017 dalla Triplosette Entertainment.

## Descrizione
Contiene i tre mixtape distribuiti dal gruppo per il download gratuito durante il 2016, ovvero Crack musica, Succo di zenzero e The Dark Album.

## Tracce
CD 1 – Crack musica
1. 3 metri – 1:39
2. Tipa – 1:50
3. Sosa – 1:32
4. Crack musica – 1:56
5. Bricks – 1:36
6. C C (feat. Pyrex, Wayne Santana) – 2:24
7. Regole (feat. Wayne Santana) – 3:32
8. Swisher (feat. Izi) – 2:32
9. Porto Rotondo (feat. Wayne Santana) – 1:26
10. Neve a settembre – 1:46
11. Cavallini (feat. Sfera Ebbasta) – 4:11
12. Mafia – 3:00
13. Lei mi chiama (feat. Traffik) – 4:00
14. Super Sayan – 1:34
15. Solo X la gang (feat. Pyrex) – 2:36
16. Cotoletta – 1:50
17. Alprazolam – 1:18
18. Sinaloa (feat. Wayne Santana) – 3:29

CD 2 – Succo di zenzero
1. Pavimenti in resina – 2:28
2. Non mi interessa (feat. Sick Luke) – 1:52
3. Riviste (feat. Side Baby) – 2:31
4. Passala – 1:41
5. Beatles (feat. Side Baby, Tony Effe, Pyrex) – 5:29
6. Crystal Ball – 3:14
7. Infame – 1:21
8. Tokyo Hotel (feat. Side Baby, Pyrex) – 2:28
9. Bang Bang (feat. Sfera Ebbasta) – 4:20
10. Pesi sul collo (feat. Tony Effe) – 3:06
11. Scusa (feat. Pyrex) – 3:30
12. Gioco dell'uva – 1:34
13. Aldilà (feat. Enzo Dong & Tony Effe) – 3:23
14. Nuvole – 1:55

CD 3 – The Dark Album
1. Intro TDA – 1:53
2. Bello Figo Dark – 2:37
3. Dark Boy (feat. Side Baby) – 3:22
4. Sportswear (feat. Tony Effe) – 1:59
5. Latte di suocera (feat. Gianni Bismark) – 2:25
6. Oxycodone (feat. Wayne Santana) – 2:33
7. Canale 777 – 3:04
8. GTA San Andreas (feat. Tony Effe) – 3:08
9. Panorama Bar (feat. Wayne Santana) – 2:13
10. Fiori del male (feat. Sfera Ebbasta) – 3:08
11. DM (feat. Side Baby) – 1:54
12. Voodoo – 1:38
13. Età d'oro (feat. Tedua, Wayne Santana) – 2:33
14. Demoni – 2:22

## Classifiche
| Classifica (2017) | Posizione massima |
| ----------------- | ----------------- |
| Italia            | 41                |